# 南オセチア紛争
南オセチア紛争（みなみオセチアふんそう）とは、南オセチアがグルジア（ジョージア）に対し独立を求めた紛争のことである。
- 南オセチア紛争 (1991年-1992年) （英語版）：グルジア独立で「南オセチア自治州」が消滅したことにオセット人（オセチア人）が反発して自治権を要求した紛争。
- 南オセチア紛争 (2008年)：南オセチアを巡り、グルジアとロシアの間で勃発した紛争。

## 経過

### 1989-1996年
- 1989年11月23日 ズヴィアド・ガムサフルディアは、自分の支持者（3万～6万人）を引き連れ、ツヒンヴァリで示威行進を行った。平和的な集会だと宣伝されたが、数百人の武装兵が随行し、負傷者400人、死者6人を出した。
- 1991年1月5日 ツヒンヴァリに警官隊とガムサフルディアの親衛隊が投入され、オセチア人に対する大規模な弾圧を始めた。オセチア人は、自警団を結成してこれに対抗し、ツヒンヴァリからグルジア人を追い出すことに成功した。
- 1992年7月14日 ロシア・グルジア・オセチア混成の平和維持軍が導入され武装闘争は終結。
- 1992年1月19日 南オセチア共和国の独立に関する住民投票が行われ、92％以上がこれに賛成した。
- 1992年2月 ツヒンヴァリ周辺にグルジアの砲兵と装甲車両が配備され、砲撃を開始した。
- 1992年3月8日 エドゥアルド・シェワルナゼがグルジアの指導者となるも南オセチアへの政策は変わらなかった。
- 1992年6月24日 ロシア、グルジア、南北オセチア4者による紛争調停の原則に関する協定が署名される。
- 1992年7月14日 平和維持軍が導入された。
- 1993年11月2日 最高会議は憲法を採択。
- 1995年5月5日 国歌を制定。
- 1996年11月10日 南オセチア最初の大統領選挙が行われた。

### 2008年〜
- 2008年8月8日 グルジア軍が南オセチアに侵攻し、南オセチア民兵や平和維持軍として駐留していたロシア軍を攻撃。ロシア側も兵力を増強して反撃を開始し、両国は交戦状態に突入。
- 2008年8月9日 ロシア軍の反撃が本格化し、一時グルジア軍が制圧していた南オセチア自治州の州都ツヒンヴァリをロシア軍が解放。また、グルジア全土でロシア軍機による空爆が始まる。これに対してグルジアのミヘイル・サアカシュヴィリ大統領は戒厳令を発令し、グルジア全土の「戦時状態」を宣言。
- 2008年8月10日 南オセチアに侵攻していたグルジア軍が撤退。
- 2008年8月12日 ロシア軍はグルジア中部のゴリを制圧。メドベージェフ大統領が戦闘停止表明。
- 2008年8月13日 EU議長国フランス、ニコラ・サルコジ大統領の紛争調停により、ロシアとグルジアが和平案に合意。
- 2008年8月15日 サアカシュビリが和平合意文書に署名。
- 2008年8月16日 メドベージェフが和平合意文書に署名。ただし、ロシア軍の即時撤退は拒否。
- 2008年8月20日 アメリカが人道支援を名目にミサイル駆逐艦を含む3隻の艦艇を黒海へ派遣することを決定。
- 2008年8月22日 ロシアが南オセチアとアブハジア以外のグルジア領内からの軍の撤退を完了したと発表。ただし、アメリカ、フランス、グルジアなどはまだロシア軍がグルジア領内に残っていると反論。
- 2008年8月25日 ロシア上院が全会一致で南オセチアとアブハジアの独立を承認するようメドヴェージェフ大統領に求める決議。
- 2008年8月26日 メドベージェフ大統領が南オセチアとアブハジアの独立を承認。
- 2008年8月29日 グルジアがロシアと断交。
- 2008年9月3日 グルジア議会が、8月9日に宣言された「戦時状態」を解除。南オセチアやアブハジアなどの一部地域では「非常事態」を宣言。
- 2008年10月22日 南オセチアの新首相に、2006年までソ連国家保安委員会（KGB）やロシア連邦保安庁（FSB）に所属していたアスランベク・ブラツェフが就任。
- 2009年5月5日 グルジアで軍によるクーデター未遂事件が発生。クーデター勢力はロシアの支援を受けていたとされる。
- 2009年6月29日 ロシア軍がグルジアに隣接する北カフカス地方で大規模軍事演習を開始。2008年の戦争はロシア軍の大規模軍事演習直後に発生した。